# 8930 Kubota
8930 Kubota este un asteroid din centura principală de asteroizi.

## Descriere
8930 Kubota este un asteroid din centura principală de asteroizi. A fost descoperit pe 6 ianuarie 1997 la Ōizumi de Takao Kobayashi. El prezintă o orbită caracterizată de o semiaxă mare de 2,21 ua, o excentricitate de 0,19 și o înclinație de 4,3° în raport cu ecliptica.